# Eumastax dorsti
Eumastax dorsti är en insektsart som beskrevs av Marius Descamps 1977. Eumastax dorsti ingår i släktet Eumastax och familjen Eumastacidae. Inga underarter finns listade i Catalogue of Life.